# Pere Perseya
Pere Perseya (segle XIV) fou un escrivà i arxiver català.
Escrivà de Pere el Cerimoniós, el 1346 fou nomenat per aquest com el primer arxiver de l'Arxiu de la Corona d'Aragó, amb el títol d'arxiver reial, un lloc que des de llavors s'ha anat cobrint sense interrupció. Des d'aquesta responsabilitat, elaborà el primer inventari de l'anomenat aleshores Arxiu Reial de Barcelona. Pere Perseya ocupà el càrrec fins a l'any 1348, en que fou substituït per Bartomeu Des Puig.